# Джита
Джи́та (баджита; англ. Jita, Bajita) — невеликий народ групи банту на півночі Танзанії.
Люди джита населяють східне узбережжя озера Вікторія на півдні району Мусома регіону Мара.  
Чисельність народу за даними на 2009 рік сягає 365 тисяч осіб.
Згідно з історичною легендою джита мігрували у XV столітті з Судану через Уганду, потім в Букобу, де проживали якийсь час до остаточного переселення в район теперішнього проживання — край, відомий відтоді як Маджита. За народними переказами, це відбувалось під проводом вождя (кабаки) Суґуті (Suguti). 
Мова кіджиті має багато спільного з низкою мов декількох інших народів, причому як у Танзанії, так і суміжних державах, зокрема танзанійських квайя, кереве тощо, тобто є взаємозрозумілою для них; має писемність (на основі латинки).

## Джерело, посилання та література
- Tell Me, Friends. The Tales of Tanzania. Edited by Sonja Darlington & Balla Masele, Bukoba, 2005. — P. 36
- Simons, Gary F. and Charles D. Fennig (eds.). 2018. Ethnologue: Languages of the World, Twenty-first edition. Dallas, Texas: SIL International. Online version: Jita. A language of Tanzania (англ.)
- Mdee, James S. (2008). Kijita: Msamiati wa Kijita-Kiswahili-Kiingereza na Kiingereza-Kijita-Kiswahili / Jita-Swahili-English and English-Jita-Swahili Lexicon. ISBN 9987-691-12-9.